# Marlies Slegers
Marlies Slegers (1965) is een Nederlands schrijfster uit Ulvenhout.

## Biografie
Slegers verhuisde naar Indonesië toen ze acht jaar oud was. Ze bleef daar tien jaar wonen met haar familie. Ze studeerde commerciële economie. Na haar studie deed ze mee aan meerdere schrijfwedstrijden. Ze volgde de schrijfschool Script in Amsterdam voordat ze begon met het schrijven van kinderboeken.

### Als auteur
- 2004 - Tim's Grote avontuur - Een kinderverhaal over diabetes (Novo Nordisk Farma) met illustraties van Sandra Kelder-Verheem
- 2007 - De ongewone avonturen van de familie de Bruin - Het limonadevliegtuig (Uitgeverij Kluitman)
- 2007 - De ongewone avonturen van de familie de Bruin - De minimalistraler (Uitgeverij Kluitman)
- 2009 - Lotjes Diejaabeetus - Een voorleesverhaal over diabetes (Novo Nordisk Farma) met illustraties van Sandra Kelder-Verheem
- 2010 - Vertrouw me maar - Webcams, vriendjes en andere r@mpen (Uitgeverij Kluitman)
- 2010 - Ringtones, ouders en andere r@mpen (Uitgeverij Kluitman)
- 2010 - Hockeyteam De Sterren (Uitgeverij Kluitman)
- 2011 - Hockeyteam De Sterren - Toptalent Gezocht! (Uitgeverij Kluitman)
- 2011 - Hockeyteam De Sterren - Het team-uitje (Uitgeverij Kluitman)
- 2011 - Het leven van Sam de K. - Brugklasser en Diabeet (Uitgeverij Bohn Stafleu van Loghum)
- 2012 - Hockeyteam De Sterren - Gaan voor Goud (Uitgeverij Kluitman)
- 2012 - De cadeaubuik (Uitgeverij Van Brug)
- 2012 - Soci(a)l kids - Je kind op social media (Uitgeverij Scriptum)
- 2012 - I Love Liv - Scenes uit het leven van een chaoot Liv (Uitgeverij Moon)
- 2012 - I Love Liv 2 - Eerste hulp bij een gebroken hart/huwelijksaanzoek (Uitgeverij Moon)
- 2013 - I Love Liv 3 - Scenes uit het leven met 3 vaders (Uitgeverij Moon)
- 2013 - Hockeyteam De Sterren - Nieuwe uitdagingen (Uitgeverij Kluitman)
- 2014 - I Love Liv 4 - Bekentenissen van een professionele puber (Uitgeverij Moon)
- 2014 - Gezocht: normale ouders, een bundel van drie verhalen: Kawipiwipi, Het hele kleine grootse avontuur en Een tijdloos avontuur. (Uitgeverij Kluitman)
- 2015 - Gezocht: normale ouders - Dubbel avontuur (Uitgeverij Kluitman)
- 2015 - I Love Liv 5 - Veel LivsX 5 - I love me (Uitgeverij Luitingh-Sijthoff)
- 2015 - Onder mijn huid (Uitgeverij Luitingh-Sijthoff)
- 2016 - Een feest voor muis (Uitgeverij Zwijssen)
- 2016 - Vertrouw me maar - Webcams, vriendjes en andere r@mpen (Uitgeverij Kluitman)
- 2016 - Vijftien (Uitgeverij Luitingh-Sijthoff)
- 2017 - I Love Liv 6 - Veel LivsX - Love Yourself  (Uitgeverij Luitingh-Sijthoff)
- 2017 - Kasper, Sky en de groene beer (Kaspersky Lab)
- 2018 - Hockeylove Bevat de delen Hockeyteam de Sterren, 2010; Toptalent gezocht, 2011 (Uitgeverij Kluitman)
- 2018 - Hockeylove - Vriendschap voor altijd (Uitgeverij Kluitman)
- 2018 - #SweetSixteen (Uitgeverij Kluitman)
- 2018 - Verdrinken (Uitgeverij Luitingh-Sijthoff)
- 2018 - De opa van je opa van je vis (Uitgeverij Zwijssen) met illustraties van Hugo van Look
- 2019 - Backpack (Uitgeverij Luitingh-Sijthoff)
- 2019 - Het is maar een scheiding - Van wij naar ik (Uitgeverij Brandt)
- 2020 - De rampzalige geweldige zomer van Daan S. (Uitgeverij Moon)
- 2020 - Hartjes en bommen (Uitgeverij Zwijssen)
- 2020 - Grenzeloos (Uitgeverij Kluitman)
- 2020 - Welkom bij onze club (Uitgeverij Zwijssen)
- 2020 - Briefjes voor Pelle (Uitgeverij Luitingh-Sijthoff)
- 2020 - Zoeklicht Dyslexie - Help me! (Uitgeverij Zwijsen) met illustraties van Sandra Klaassen
- 2021 - Ongewenst (Uitgeverij Kluitman)
- 2021 - Help, we hebben een dierentuin! - Een krokodil als hoofdprijs (Uitgeverij Kluitman) met illustraties van Iris Boter.
- 2022 - Help, we hebben een dierentuin! - Het is hier (g)een hotel! (Uitgeverij Kluitman) met illustraties van Iris Boter.
- 2023 - Help, we hebben een dierentuin! - Een olifant als wekker (Uitgeverij Kluitman) met illustraties van Iris Boter.
- 2023 - Help, we hebben een dierentuin! - Een krokodil als hoofdprijs (Uitgeverij Kluitman) met illustraties van Iris Boter.
- 2023 - We moeten je iets vertellen (Uitgeverij Luitingh-Sijthoff)
- 2023 - Broers (Uitgeverij Luitingh-Sijthoff)
- 2024 - Het geheim van Timo (Uitgeverij Zwijssen) met illustraties van Marja Meijer
- 2024 - Help, we hebben een dierentuin! - Raak nooit je pinguïn kwijt (Uitgeverij Kluitman, nog te verschijnen) met illustraties van Iris Boter

### Als vertaler
- Stomste week ooit (van Eva Amores en Matt Cosgrove, vertaling uit het Engels)